# The Well-Groomed Bride
 The Well-Groomed Bride és una pel·lícula estatunidenca de Sidney Lanfield, estrenada el 1946.

## Argument
Comèdia romàntica que va reunir casualment a la parella Olivia de Havilland i Ray Milland, ja que la primera va aterrar després que l'actriu elegida al principi - Paulette Goddard- caigués del projecte pocs dies abans de començar el rodatge. En realitat, el film és una petita broma de 75 minuts que té lloc a San Francisco, quan un home i una dona lluiten per una ampolla de xampany que ella vol per a un casament i ell per avarar un vaixell.

## Repartiment
- Olivia de Havilland: Margie Dawson
- Ray Milland: Tinent Dudley Briggs
- Sonny Tufts: Tinent Torchy McNeil
- James Gleason: Capità Hornby
- Constance Dowling: Rita Sloane
- Percy Kilbride: M. Dawson
- Jean Heather: Wickley
- Jay Norris: Mitch
- John R. Reilly: Buck
- George Turner: Goose